# Prowincja Sabaragamuwa
Prowincja Sabaragamuwa (syng. සබරගමුව පළාත, tamil. சபரகமுவ மாகாணம்) – prowincja w południowo-zachodniej Sri Lance.